# 펨토화학
펨토화학(Femtochemistry)은 새로운 분자를 형성하기 위해 스스로를 재배열하는 분자(반응물) 내의 원자의 행동 자체를 연구하기 위해 매우 짧은 시간 척도(약 10-15초 또는 1펨토초, 따라서 이름)에서 화학 반응을 연구하는 물리화학 분야이다. 사이언스 저널의 1988년 호에서 아흐메드 하산 제와일(Ahmed Hassan Zewail)은 "실시간 펨토화학, 즉 펨토초 시간 규모의 화학..."이라는 용어를 처음으로 사용하는 기사를 발표했다. 1999년 후반에 아메드 즈웨일은 이 분야의 선구적인 연구로 노벨 화학상을 받았다. 레이저 빛의 섬광과 함께 화학 반응이 일어나는 동안 분자 내의 원자가 어떻게 움직이는지 볼 수 있음을 보여주었다.
생물학적 연구에서 펨토화학의 적용은 또한 스템-루프 RNA 구조의 형태 역학을 밝히는 데 도움이 되었다.
많은 간행물에서 이 방법으로 화학 반응을 제어할 수 있는 가능성에 대해 논의했지만 이는 여전히 논란의 여지가 있다. 일부 반응의 단계는 펨토초 시간 척도에서 때로는 아토초 시간 척도에서 발생하며 때때로 중간 생성물을 형성한다. 이러한 반응 중간체는 출발 생성물과 최종 생성물을 관찰하여 항상 추론할 수는 없다.